# Utraula
Utraula là một thành phố và là nơi đặt ban đô thị (municipal board) của quận Balrampur thuộc bang Uttar Pradesh, Ấn Độ.

## Địa lý
Utraula có vị trí 27°19′B 82°25′Đ / 27,32°B 82,42°Đ Nó có độ cao trung bình là 96 mét (314 feet).

## Nhân khẩu
Theo điều tra dân số năm 2001 của Ấn Độ, Utraula có dân số 27.491 người. Phái nam chiếm 53% tổng số dân và phái nữ chiếm 47%. Utraula có tỷ lệ 54% biết đọc biết viết, thấp hơn tỷ lệ trung bình toàn quốc là 59,5%: tỷ lệ cho phái nam là 61%, và tỷ lệ cho phái nữ là 46%. Tại Utraula, 17% dân số nhỏ hơn 6 tuổi.